# Alec Berg

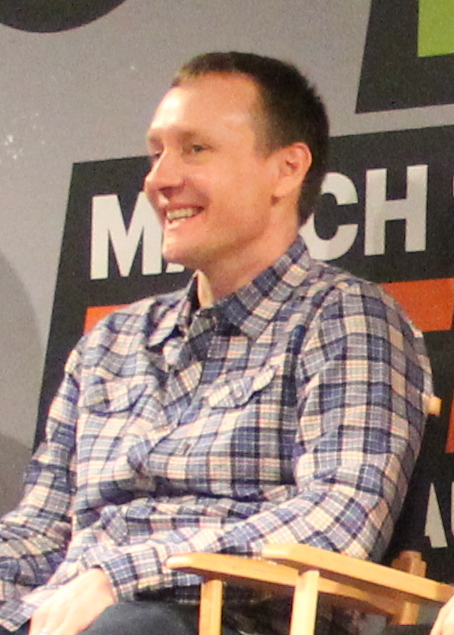
Alec Berg, SXSW 2016

Alec Berg ist ein US-amerikanischer Filmproduzent, Filmregisseur und Drehbuchautor schwedischer Abstammung. Bekannt wurde er durch seine Mitarbeit an der Sitcom Seinfeld, Der Diktator, Eurotrip und Große Haie – Kleine Fische.

## Leben
Berg begann seine Karriere 1991, als er an dem Drehbuch für den Fernsehfilm MTV, Give Me Back My Life: A Harvard Lampoon Parody schrieb. Er schrieb auch das Drehbuch zu einer Episode der Fernsehserie 4x Herman, welche 1994 ausgestrahlt wurde. Im selben Jahr stieg er bei der US-amerikanischen Sitcom Seinfeld ein. Dort war er als Drehbuchautor und Story Editor tätig. 1998 endete seine Arbeit an der Sitcom. Ab 1994 war er auch an der US-amerikanischen Late Night Show Late Night with Conan O’Brien, welche nach dem Moderator Conan O’Brien benannt ist, beteiligt. 2009, nachdem er an insgesamt 13 Folgen beteiligt war, endete auch dort die Zusammenarbeit. 1995 war er auch als Drehbuchautor für die US-amerikanische Animationsserie The Moxy Show tätig. Für eine Sondersendung, die die Verleihung der 68. Academy Awards zum Thema hatten, war er auch als Drehbuchautor an der Produktion beteiligt. Seine erste und bisher einzige Rolle als Schauspieler spielte er 1999 in dem US-amerikanischen Spielfilm Best Laid Plans. Zusammen mit David Mandel und Jeff Schaffer war er 2003 für das Drehbuch der US-amerikanischen Filmkomödie Ein Kater macht Theater verantwortlich. 2004 war er als Filmproduzent an dem Film Eurotrip beteiligt. In dem Animationsfilm Große Haie – Kleine Fische, welcher 2004 erschien, war er für die Dialoge verantwortlich. Anschließend war er an der Produktion der Serie Lass es, Larry! beteiligt. Erst einmal im Jahr 2005 und dann zwischen 2007 und 2011. 2012 war er als Drehbuchautor an dem Film Der Diktator beteiligt. Außerdem wirkte er an dem Soundtrack mit. 2013 schrieb er das Drehbuch für den Fernsehfilm Clear History: Verlauf löschen. Bei der Comedyserie New Girl war er als Filmregisseur tätig. Zwischen 2014 und 2015 war er als Drehbuchautor für US-amerikanische Comedyserie Silicon Valley verantwortlich. An dieser Produktion war er 2014 auch schon als Executive Producer beteiligt.

## Nominierungen und Auszeichnungen
Berg war bis 2018 für insgesamt 14 Primetime Emmy Awards nominiert, gewann allerdings keinen. So auch bei den PGA Awards, für die er schon sechsmal nominiert war. Alle drei Nominierungen gingen auf die Serien Lass es, Larry! und Silicon Valley zurück. 2004 war er zusammen mit David Mandel und Jeff Schaffer mit dem Film Ein Kater macht Theater in der Kategorie Worst Screenplay (schlechtestes Drehbuch) für die Goldene Himbeere nominiert. Dieser Negativpreis wurde stattdessen an den Film Liebe mit Risiko – Gigli vergeben. Bis 2018 wurde er fünfmal mit der Serie Silicon Valley  für die Writers Guild of America Awards  nominiert. Zuvor war er schon zweimal für den Preis nominiert worden. Allerdings gewann er keinen einzigen.

## Filmografie (Auswahl)
- 1991: MTV, Give Me Back My Life: A Harvard Lampoon Parody
- 1994: 4x Herman
- 1994–1998: Seinfeld
- 1994–2009: Late Night with Conan O’Brien
- 1995: The Moxy Show
- 1996: The 68th Annual Academy Awards
- 1999: Best Laid Plans
- 2003: Ein Kater macht Theater (Dr. Seuss' The Cat in the Hat)
- 2004: Eurotrip
- 2004: Große Haie – Kleine Fische (Shark Tale)
- 2005, 2007–2011: Lass es, Larry! (Curb Your Enthusiasm)
- 2012: Der Diktator (The Dictator)
- 2013: Clear History: Verlauf löschen (Clear History)
- 2013: New Girl
- 2014–2019: Silicon Valley
- 2018–2023: Barry (Fernsehserie, 32 Folgen)